# Pheronema surugense
Pheronema surugense är en svampdjursart som beskrevs av Okada 1932. Pheronema surugense ingår i släktet Pheronema och familjen Pheronematidae.
Artens utbredningsområde är havet kring Filippinerna. Inga underarter finns listade i Catalogue of Life.